# サンダー (プロレスラー)
サンダー（Thunder）のリングネームで知られるルーク・フォードワード（Luke Fordward、1981年 - 2016年6月30日）は、オーストラリアのプロレスラー。ニューサウスウェールズ州マラバー出身。

## 来歴
2007年、タイパン（Taipan）のリングネームでプロレスラーデビューを果たす。
2010年10月、スペル・デルフィンが沖縄にて主宰する沖縄プロレスに参戦。
2013年1月、メキシコのメジャー団体であるCMLLと契約を交わし入団。ヘビー級ながらも空中技が得意な事からCMLLデビュー前よりプロモーションが展開されるなど期待される存在となる。28日、ラ・マスカラ & ルーシュと組んでアベルノ & エル・テリブレ & メフィストと対戦してCMLLデビュー戦を勝利で飾った。
5月19日、エル・サグラド & スメーカーと組んで新日本プロレス所属の中邑真輔 & OKUMURA & マレフィコと対戦して勝利。トリオマッチでの出場が中心となっていたが10月1日、CMLL世界タッグ王座挑戦権争奪トーナメントにトリトンと組んで出場。1回戦でロス・インデペンディエンテス（クラネオ & モーフォシス）と対戦するが敗戦した。12月に故障し、長期離脱となる。
2014年2月、復帰するも2試合の出場に留まり、再び長期欠場となる。
9月19日、CMLL年間最大のイベントであるAniversarioにてルードとして電撃復帰を果たす。エウフォリア & ミステル・ニエブラと組んでボラドール・ジュニア & バリエンテ & マスカラ・ドラダと対戦して敗戦したものの観客へインパクトを与えた。以降、ウルティモ・ゲレーロ率いるルードユニットであるロス・ゲレロス・ラグネロスにメンバー入りして活動している。
2016年6月30日、死去。35歳没。死因は肺癌であった。

## 得意技
- スウィンギング・サイドスラム

フィニッシャー
- ブレーンバスター

## 入場曲
- Thunderstruck - AC/DC
- Hells Bells - AC/DC